# トニー上原
トニー上原（トニーうえはら、Tonny Uehara  本名：上原 智杉、1969年7月27日 - ）は、日本の俳優、映像クリエーター、フォトグラファー。
身長168cm、体重60kg、血液型B型。

## 人物
趣味は音楽鑑賞・読書・カラオケ。
特技は、バレエ・ジャズダンス・アクション・アクロバット・テニス。
日本映画監督新人協会の外部役員でも有り。新人監督映画祭の実行委員、公式のトレーラーの撮影、編集を手掛ける。最近では東京MXテレビドラマ「えにしの記憶」シーズン3の2017年2月1〜4話.3月1〜4話の連名監督、撮影監督である。
フォトグラファーとして写真集「Mari~in the cty~」、Movie Photo Art「The Shinigami Deja VU」を出版、破壊~HaKaI~。

## 出品・発表作品
映画
- 劇場公開映画「歌舞伎町はいすく〜る」アクション監督
- 東京〜ここは、硝子の街〜助監督
- 「ずいせん学徒の沖縄戦」

MA・編集・効果・CG修正版一部協力）
東京mxtv ドラマ 「えにしの記憶」] 
連名監督　田中寅雄　　トニー上原　　
2017 2月〜3月放送分　全8話

## 出演作品

### 映画
- 東京〜ここは、硝子の街〜助監督
- 劇場公開映画「歌舞伎町はいすく〜る」アクション監督
- 歌舞伎町はいすく〜る（殺し屋トニー役）
- トップキャスター
- 252 生存者あり
- 20世紀少年
- BECK
- GANTZ
- 死神デジャヴ

### テレビドラマ
- 不機嫌なジーン
- 天国に一番近い男

### CM
- ラウンドワン 「ラウンドワン〜アミューズメント篇〜」ダンサー役 2011年（平成23年）

### プロデュース
- 面白増進ワールドイベント 2014年

プロデュース　　短編映画「透明色に気が触れて」「大きなお世話」「扉の向こう」「オンステージ」
「ホットサンド」「最高の贈り物」「美ジョガー」
制作協力　キャスティングプロデューサー「THE・LIFT」　

### 司会・吹替
- 「水上治の健康増進バイブル」

### 舞台
- 「桜田門外の変」森五六郎役、振付、演出補佐
- トニー上原プレゼンツ「夢の扉を開こう！」INけやきホール、演出・脚本、主演、アクション振り付け

- 「ダビンチ・インスピレーション」道化師役、振付
- 時代喜劇「草の剣」仲代サスケ役、アクション、ダンス振付
- 「トワイライトクラブ」「ねこ」「深大寺探偵の事件簿」振付、演出 他多数
- オペラ2期会オペラ「ワルキューレ」　　　戦士役
- ミュージカル「キンネレテのさざ波」筵の男（ソロダンス）
- 「十戒」ビャハラ役、ダンス振付、アクション指導　　　他多数
- ダンス「いっきなりマンハッタン！」マンハッタンストリートパフォーマー役
- 「エクスプレッション」デュエットダンス
- 「オズの魔法使い」オズ役　　　「ちび黒サンボ」トラ役
- 「ロートレック」広告少年、「ムッシュ青虫」悪党のボス（準主役）
- 「くるみ割り人形」ロシアの踊り、「アンツ」キリギリス役　　他多数
- 「バレエキャラバン研究公演」
- 「国立ロイヤルバレエ研究公演」

## 振り付け
- 「北公次ディナーショー」振り付けアシスタント、ミュージカル「十戒」振り付け、ミュージカル「キンネレテの漣」振り付け・ダンス指導、
- 「桜田門外の変」振り付け・演出補助、「ダビンチインスピレーション」振り付け
- 「草の剣」振り付け、アクションコーディネート
- 「エクスプレッション」デュエット振り付け、「ちびくろさんぼ」ソロ振り付け
- 「トワイライトクラブ」「ねこ」「深大寺探偵の事件簿」振り付け・演出
- 「夢の扉を開こう！」INけやきホール、演出・脚本・アクションコーディネート・振り付け